# Matra R550 Magic
Magic R.550 — ракета ближнего боя, разработана в 1967 году компанией Matra. Ракета поступила на вооружение в 1974 году.
В головной части ракеты установлены четыре аэродинамические поверхности. В переднем отсеке находится автопилот, инфракрасная головка самонаведения, источник электропитания, привод рулей, контактный и неконтактный взрыватели. Головка самонаведения имеет высокую помехозащищённость. Рули ракеты оснащены электрическим приводом. В заднем отсеке находятся боевая часть и твердотопливный двигатель.
Применение в локальных конфликтах
В ходе войны Кувейта с Ираком порядка двух сотен кувейтских ракет R.550 «Мажик» было захвачено иракской армией.

## Эксплуатанты
- Франция
- Греция
- Египет
- Испания
- Кувейт
- ОАЭ
- Индия

## Внешние ссылки
- Magic-2 Авиационная энциклопедия «Уголок Неба»
- Управляемая ракета малой дальности «Magic-2» Информационная система «Ракетная техника»